# 萨瓦帕利·拉达克里希南
薩瓦帕利·拉達克里希南爵士（羅馬化：Sarvēpalli rādhākr̥ṣṇa，1888年9月5日—1975年4月17日），傳統譯法爲羅陀奎師那（rādhākṛṣṇa），功绩勋章获得者，印度哲学家，政治家。拉達克里希南爵士曾擔任印度第一任副總統（1952-1962年）和印度第二任總統（1962–1967年）。
拉達克里希南是印度20世紀傑出的宗教比較和哲學研究者，曾擔任牛津大學的斯伯丁東方宗教與倫理學教授（1936-1952年）。拉達克里希南的哲學從吠檀多不二論出發，曾於1926年，1929年和1930年擔任牛津大學曼徹斯特學院的厄普頓講師。拉達克里希南於1931年獲得騎士勳章，1954年獲得印度最高公民獎，於1963年獲得OM。1930年，他被任命為芝加哥大學宗教比較的哈斯克爾講師。

## 生平
拉達克里希南生於南印度泰米尔纳德邦的蒂鲁塔尼。父母是泰卢固族婆罗门，信仰传统的印度教。但他在基督教教会学校接受中学和大学教育，曾担任迈索尔大学和加尔各答大学的哲学教授、安得拉大学和贝拿勒斯印度教大学的副校长、牛津大学斯波尔丁东方宗教和伦理学讲座教授。

### 早年
拉達克里希南的碩士論文為《論倫理學及形而上學的假設》。

### 政治生涯
拉達克里希南在學術生涯後，「寧可晚些」開始了他的政治生涯。1931年，拉達克里希南被提名為國際聯盟知識產權合作委員會委員。在西方眼中，他是有說服力的印度思想解釋者。1947年，他作爲印度代表加入聯合國教科文組織（1946-1952年）。他還當選為印度製憲議會議員。
印度獨立後，他於1949年至1952年擔任印度駐蘇聯首任大使，在1952年當選為印度首位副總統，並當選為印度第二任總統（1962–1967年）。

## 哲學典范
他主張宇宙的最高實在是一種無限的、永恆不變的精神實體，稱為“梵”或“絕對”。這種精神實體是宇宙萬物存在的基礎。他強調梵的能動性，認為萬事萬物皆是梵的力量的顯現。與此相一致，他認為人的真正本性就在於內部所具有的與梵相同一的精神性，通過直覺的方式證悟這種精神性乃是人生的目的。宗教的道路能使人認識到自己的真正本性，使人從世俗狀態轉化到超俗狀態。拉達克里希南批評印度社會的不平等現象和惡習，批評西方文明的崇拜物質，主張通過宗教的途徑解決個人和社會生活的各種矛盾。著有《印度哲學》、《印度教的人生觀》、《唯心主義的人生觀》、《東方的宗教和西方的思想》等。